# 카불강

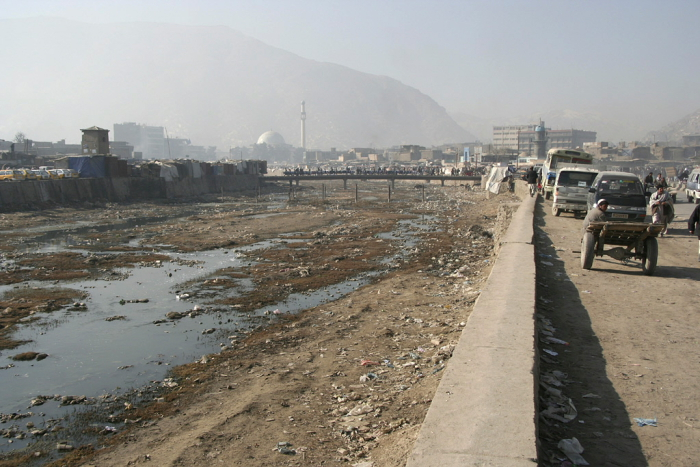

카불강(파슈토어: د کابل درياب (de Kābul Daryāb), 다리어: کابل، درياى (Daryā-ye Kābul))는 아프가니스탄의 강이다. 힌두쿠시산맥에서 발원을 한다. 카불, 잘랄라바드, 페샤와르를 흐르다 인더스강으로 흘러들어간다.
카불강은 1년 내내 수량이 흐르기는 하지만 인근의 고산지대에서 흘러나오는 물 때문에 여름에는 지류 크기가 더 커진다. 쿠나르강 전체에서 가장 큰 지류답게 여러 지류가 합쳐지고 합류되는 양상을 보인다. 그러나 사실 카불 인근으로 흘러보내는 유량이 더 적음에도 불구하고 카불강이라는 이름은 그만큼 지류가 수천 년 동안 역사적으로 정치적으로 상당한 중요성을 지녀왔음을 상징적으로 보여준다.